# Samuel de Swaef

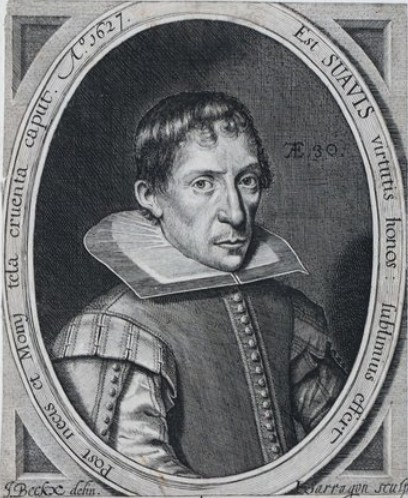
Samuel de Swaef door Joannes Sarragon

Samuel de Swaef (achternaam ook gespeld als Swaaf) (Middelburg, 1597 – Bergen op Zoom, 1636) was een Nederlands meesterschrijver, schoolmeester, plaatsnijder en graveur, eerst in Middelburg en later in Dirksland (kort verblijf) en Bergen op Zoom. Hij was evenzeer illustrator, dichter en voegde Latijnse zinnen toe.

## Levensloop
Samuel de Swaef groeide op in Middelburg. Hij was de tweede zoon van een bakker-slager. Hij huwde in april 1616 met Anna Heynincx.
In 1618 debuteerde hij als dichter met een gedicht op Silenus Alcibiadis van Jacob Cats.
In 1619 publiceerde hij twee boeken, een vertaling van een werk van Plutarchus en tweede over de kunst van het schrijven.
In 1624 verhuisde hij met zijn vrouw en vier kinderen naar Bergen op Zoom. In Bergen op Zoom werd hij aangesteld als tweede Franse schoolmeester. Zijn salaris bedroeg 40 Vlaamse pond per jaar, hij werd vrijgesteld van burgerwacht, hoefde geen huishuur te betalen en kreeg een volledige vergoeding voor reis- en verhuiskosten. Daar publiceerde hij veel boeken en graveerde voor andere schrijvers, onder wie Abraham van Overbeke.